# Die Hard: Vendetta
 (novembre 2018).
Si vous disposez d'ouvrages ou d'articles de référence ou si vous connaissez des sites web de qualité traitant du thème abordé ici, merci de compléter l'article en donnant les références utiles à sa vérifiabilité et en les liant à la section « Notes et références ».
Die Hard: Vendetta est un jeu développé par les studios Bits Corp, Fox Interactive et Vivendi Games. Sorti en 2002, le jeu met le joueur dans la peau du plus célèbre policier des années 1990, John McClane.

## Trame
L'histoire commence quelques années après Die Hard 3 : Une journée en enfer. John McClane est redevenu un policier sans histoire, il est divorcé avec sa femme Holly, sa fille Lucy est aussi devenue policier. Il vit à Los Angeles où son ami Al Powell est devenu chef du commissariat de Century City. Piet Gruber, qui est le fils de Hans Gruber (méchant dans le premier Die Hard : Piège de cristal) veut lancer une guerre contre McClane (d'où le titre Vendetta).
Bruce Willis, qui incarnait John McClane dans la série de films, n'a pas doublé le personnage dans Vendetta. En revanche, dans la version française du jeu, McClane est doublé par la voix française attitrée de Willis, Patrick Poivey.

## Accueil
- Jeux vidéo Magazine : 12/20[1]